# غوتس شولتسه
غوتس شولتسه (بالألمانية: Götz Schulze)‏ هو قانوني وقاضي وأستاذ جامعي ومحامي وبروفيسور ألماني، ولد في 8 أكتوبر 1964 في كارلسروه في ألمانيا، وتوفي في 30 أكتوبر 2018 في بوتسدام في ألمانيا.